# Тактическая группа «Беларусь»
Тактическая группа «Беларусь» (бел. Тактычная група «Беларусь», укр. Тактична група «Білорусь») — группа добровольцев из Беларуси, которые участвовали в вооружённом конфликте на  Донбассе. Принимали участие в боевых действия на стороне Украины сначала в составе ДУК «Правый сектор», а затем — в составе различных формирований Украинской добровольческой армии и Вооружённых сил Украины, как самостоятельная тактическая единица на фронте не дислоцируется.

## История
Белорусские добровольцы участвуют в боевых действиях на востоке Украины, начиная с весны 2014 года. Группа белорусских националистов участвовала в Боях за Пески, вблизи Донецкого аэропорта в июле 2014 года. В том же году был создан Отряд «Погоня». Добровольцы, которые составили основу будущей тактической группы «Беларусь», принимали участие в боях за Авдеевку в 2014 году.
Тактическая группа «Беларусь» была основана в июне 2015 года, и принимала участия в боях за Авдеевку, Пески, Волноваху, Марьинку.
10 августа 2015 года в бою под Волновахой погиб первый боец белорусской группы — В. В. Тилеженко, и был тяжело ранен А. Н. Черкашин, позднее умерший в госпитале.
Бойцы не сообщают, сколько человек насчитывает их формирования. Известно, что в неё входят экс-политзаключённые Эдуард Лобов и Василий Парфенков, активист белорусской оппозиции Ян Мельников, а также бойцы с позывными «Ваяр», «Зубр» и «Тур».
В июле 2017 года информационные ресурсы группы были внесены в список экстремистских материалов по решению суда Центрального района Минска.
В сентябре 2022 года белорусское МВД признало интернет-ресурсы тактической группы «Беларусь» и других белорусских воинских формирований в Украине экстремистским формированием (создание экстремистского формирования и участие в нём является уголовным преступлением по белорусским законам).

## Потери и память
28 марта 2016 года в Киеве открыли памятник белорусам, погибшим за Украину. На нём указаны имена Михаила Жизневского, погибшего во время событий Евромайдана, а также Алеся Черкашина и Виталия Тилеженко — погибших добровольцев тактической группы «Беларусь». Алесь Черкашин был награждён Орденом «Народный Герой Украины».
13 марта 2022 года под Киевом погиб Алексей Скобля по кличке «Тур», входивший в состав тактической группы «Беларусь», а также в батальон имени Кастуся Калиновского.